# 瓦達 (喬治亞州)
瓦達（英語：Vada）是位於美國喬治亞州第開特縣的一個非建制地區。該地的面積和人口皆未知。

## 地理
瓦達的座標為31°04′44″N 84°24′48″W / 31.07889°N 84.41333°W，而該地的平均海拔高度為45米（即148英尺）。